# Coleção de obras

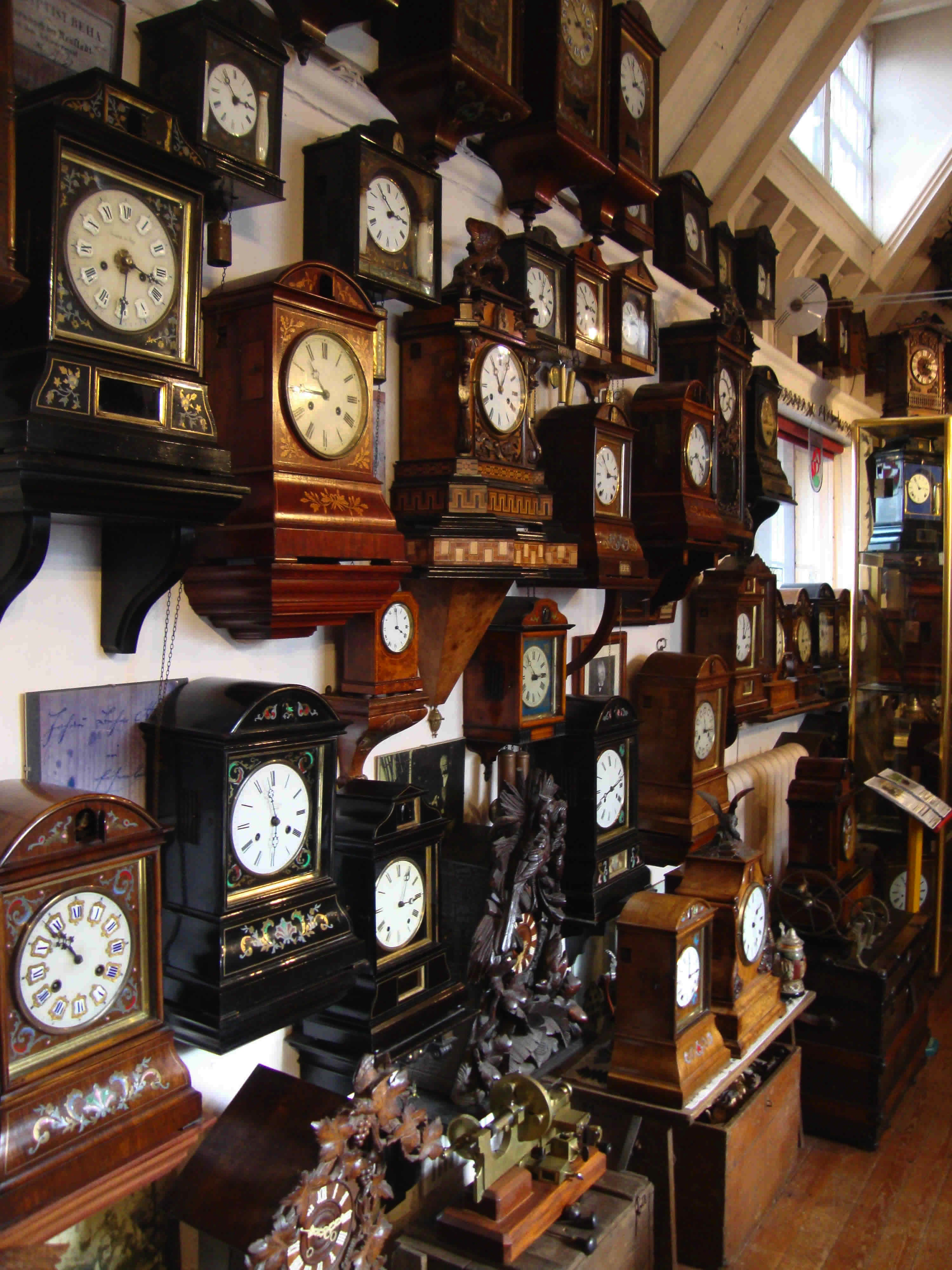
Relógios Cuco no Cuckooland Museum, um museu especializado em Tabley, Inglaterra.

Uma coleção de obras é um conjunto de algumas obras que conversam entre si, organizada por uma pessoa ou por uma instituição. As obras podem ser os livros de uma biblioteca, quadros de um museu, documentação de um arquivo público, dentre outros inúmeros exemplos que uma instituição pode abarcar.
São partes essenciais de um museu ou arquivo que muitas vezes estão voltados para a fomentação de exposições, educação e pesquisa, além de pensar a propagação de cultura na sociedade. Cada museu, biblioteca ou instituição de pesquisa possui um enfoque para montar uma coleção com itens de acordo com o desejado pelo mesmo.
De maneira geral, um museu normalmente tem uma política de coleta para novas aquisições, portanto, apenas objetos em certas categorias e de certa qualidade são aceitos na coleção. O processo pelo qual um objeto é formalmente incluído na coleção é chamado de acessão e cada objeto recebe um número de acesso exclusivo. Um catálogo dos itens em uma coleção usando cartões de índice.
As coleções de museus, e os arquivos em geral, são normalmente catalogados em um catálogo de coleções, tradicionalmente em fichas, mas hoje em dia em um banco de dados informatizado, graça a digitalização do museus e a informatização na vida operacional das instituições de pesquisas e no cotidiano das pessoas. Transferir catálogos de coleções para mídia baseada em computador é uma tarefa importante para a maioria dos museus, processo geralmente chamado de digitalização. Todas as novas aquisições são normalmente catalogadas em um computador em museus modernos, mas normalmente há um acúmulo de entradas do catálogo antigo para serem informatizadas conforme o tempo e o financiamento permitem.

## Modelos

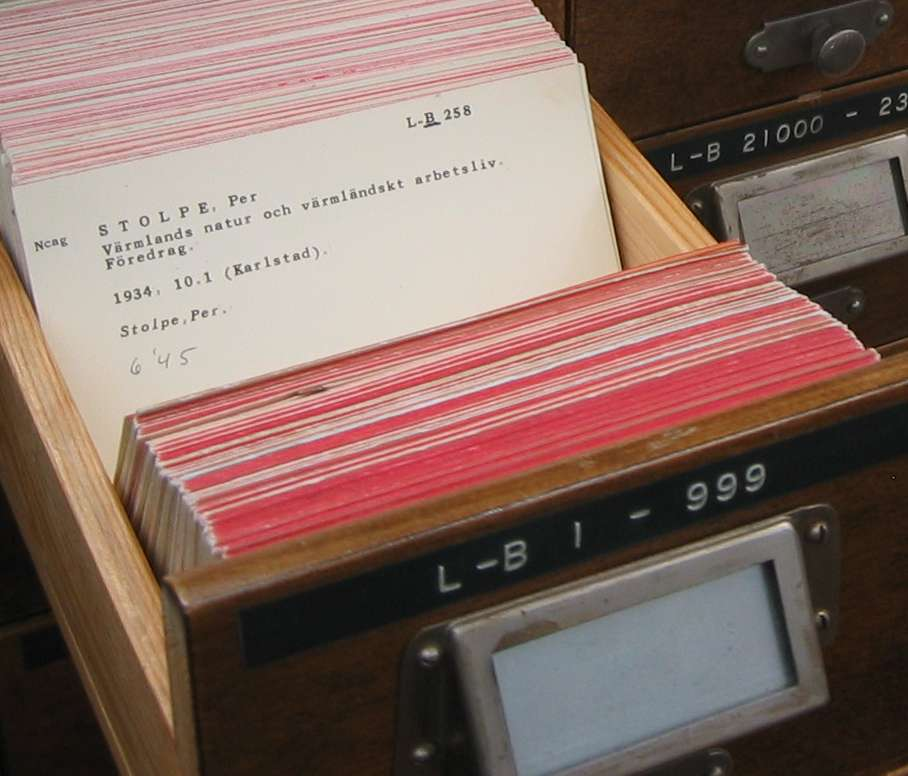
Um catálogo dos itens em uma coleção usando cartões de índice

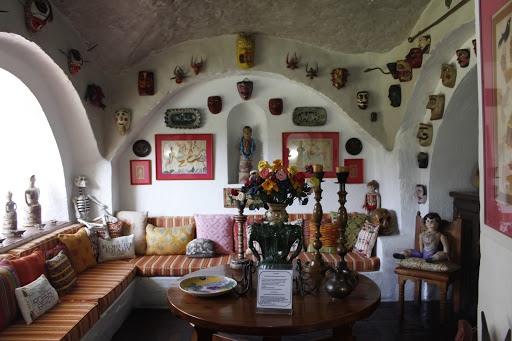
Uma coleção de máscaras e tecidos de diferentes partes do mundo exibida na sala de estar do Museu Robert Brady, Cuernavaca, México

As coleções de um museu são amplamente variadas. Existem coleções de arte, de espécies científicas, de objetos históricos, de espécimes zoológicos vivos e muitos outros temas. Como há tantas coisas para colecionar, a maioria dos museus possui uma área específica de especialização. Por exemplo, um museu de história só pode coletar objetos relevantes para um determinado condado ou mesmo uma única pessoa, ou focar em um tipo de objeto, como automóveis ou selos. Os museus de arte podem se concentrar em um período, como a arte moderna ou uma região. Os museus muito grandes costumam ter muitas subcoleções, cada uma com seus próprios critérios de coleção. Um museu de história natural, por exemplo, terá mamíferos em uma coleção separada de insetos.
Como os museus não podem coletar tudo, cada nova adição potencial deve ser cuidadosamente considerada quanto à sua adequação para uma determinada área de interesse definida do museu.

## Adesão
A adesão é o processo formal e legal de aceitar um objeto na coleção de um museu. Visto que aderir a um objeto acarreta a obrigação de cuidar daquele objeto para sempre, é uma decisão séria. Enquanto no passado muitos museus aceitavam objetos com pouca deliberação, hoje a maioria dos museus aceitou a necessidade de procedimentos e práticas formais de adesão. Estes são normalmente definidos como parte da Política de Gestão de Coleções do museu ou CMP.
Embora cada museu tenha seus próprios procedimentos de adesão, na maioria dos casos, ele começa com uma oferta de um doador para dar um objeto a um museu ou uma recomendação de um curador para adquirir um objeto por meio de compra ou troca.
Várias questões devem ser consideradas na decisão de aceitar um objeto. Os dilemas mais comuns incluem:
- O objeto é relevante para a missão do museu e seu escopo de coleta, conforme definido por seu corpo diretivo?
- O bem foi adquirido legalmente e, se de origem estrangeira, foi importado em conformidade com o direito internacional?
- O proprietário de um objeto tem título legal sobre o objeto e, portanto, o direito de transferi-lo?
- Existem outras partes com interesse no objeto? (por exemplo, herdeiros de um doador, grupos de descendentes de objetos culturais, etc.)
- O objeto está sobrecarregado por quaisquer obrigações ou restrições legais? (por exemplo, objetos de história natural que requerem licenças especiais)
- O objeto representaria alguma ameaça ou perigo para outros objetos ou equipe?
- O museu tem os recursos para cuidar adequadamente do objeto? (por exemplo, espaço de armazenamento apropriado, financiamento adequado)

Responder a essas perguntas muitas vezes exigia investigar a proveniência de um objeto, a história de um objeto desde o momento em que foi feito.

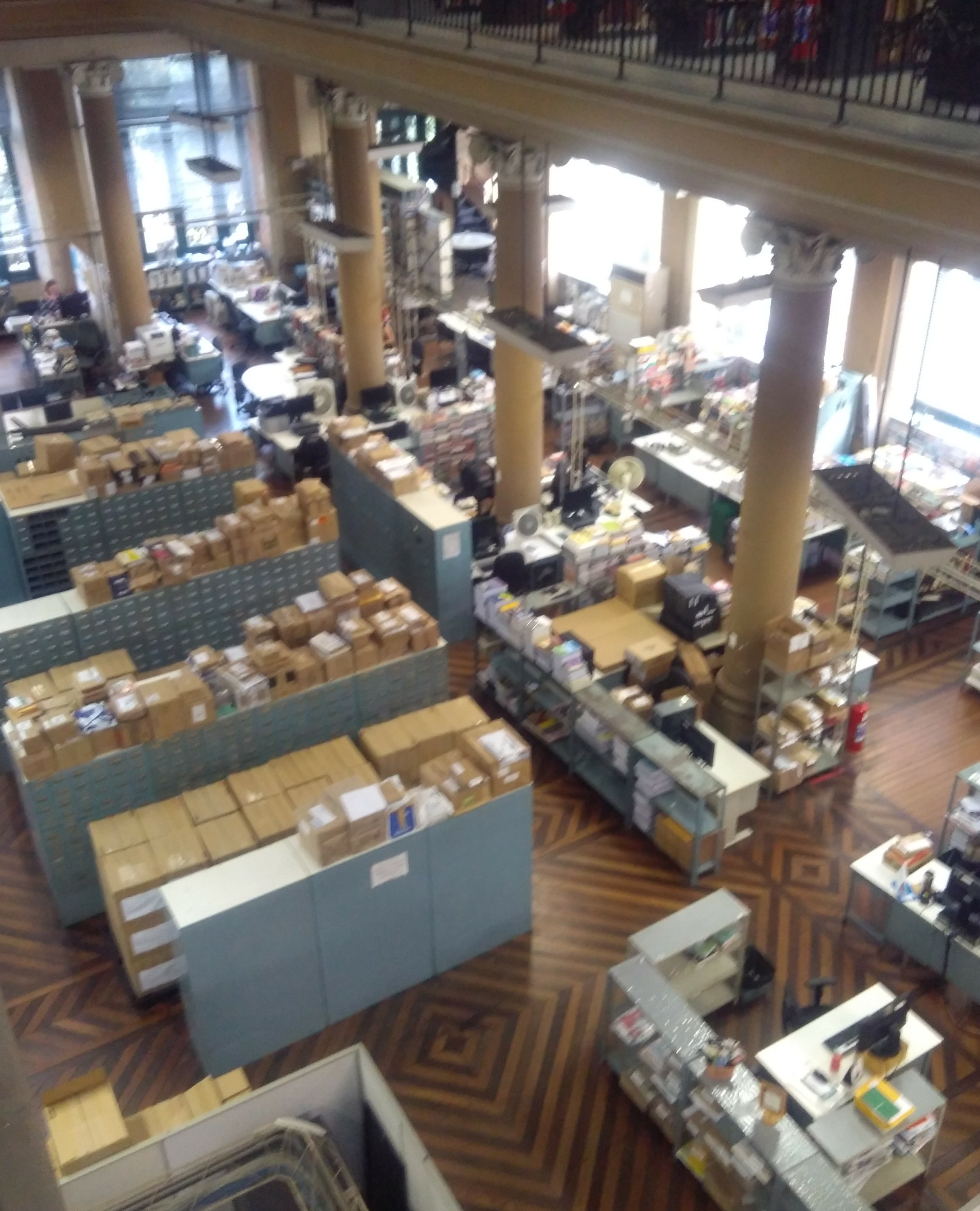
Parte de itens recebidos na Biblioteca Nacional do Brasil, Rio de Janeiro, Brasil.

Muitos museus não irão adquirir objetos que foram adquiridos ilegalmente ou onde outras partes tenham interesse no objeto.
Em museus de arte, um cuidado especial é dado a objetos que mudaram de mãos em países europeus durante a Segunda Guerra Mundial e objetos arqueológicos descobertos após a Convenção da Organização das Nações Unidas para a Educação, a Ciência e a Cultura (UNESCO) de 1970 sobre o transporte de bens culturais. Outras disciplinas têm preocupações diferentes. Por exemplo, os museus de antropologia darão atenção especial aos objetos nativos americanos que podem estar sujeitos à repatriação, e os museus de paleontologia podem verificar cuidadosamente se os procedimentos de permissão adequados foram seguidos quando lhes são oferecidas coleções de fósseis.
Enquanto no passado os museus costumavam aceitar objetos com restrições baseadas em doadores, muitos museus hoje pedem que os presentes sejam dados sem restrições. As restrições comuns aos doadores incluem exigir que um objeto sempre seja exibido ou que uma coleção permaneça junto. No entanto, tais restrições podem impedir que os museus alterem suas exposições à medida que a bolsa de estudos evolui e podem introduzir questões de conservação para objetos delicados não adequados para exibição contínua.
A decisão final de aceitar um objeto geralmente cabe ao conselho de curadores do museu. Em grandes museus, um comitê especial pode se reunir regularmente para analisar aquisições em potencial. Uma vez tomada a decisão de aceitar um objeto, ele é formalmente acessado por meio de uma escritura de doação e inserido nos registros do catálogo do museu. Cada objeto recebe um número de catálogo exclusivo para identificá-lo. Os objetos são então embalados para armazenamento em arquivo apropriado ou preparados para exibição ou outro uso educacional.

## Cuidado

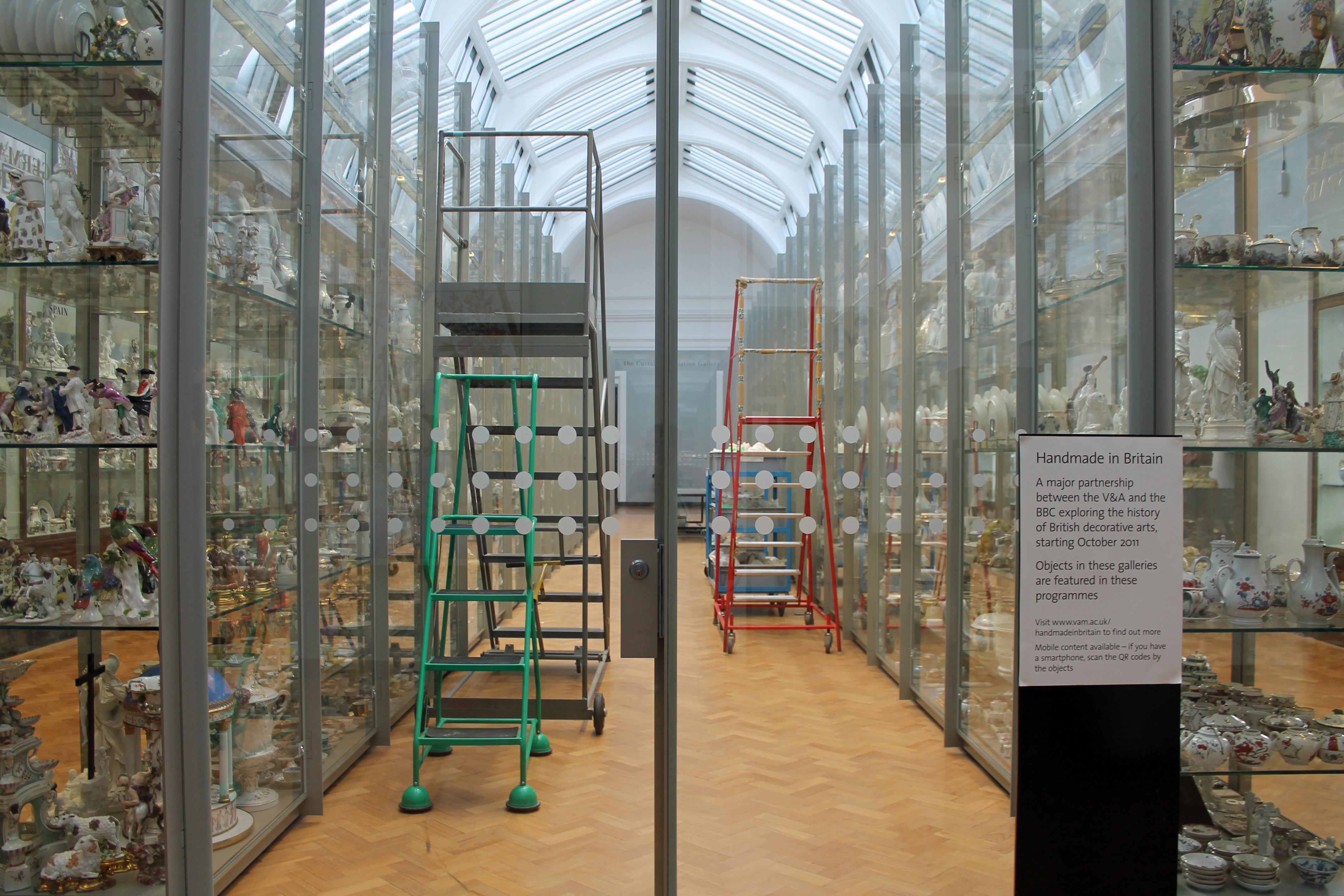
Armazenamento no Victoria and Albert Museum, Londres, Inglaterra.

Uma vez acessados na coleção, os objetos do museu devem ser tratados de forma adequada. Novos objetos podem ser examinados por um conservador e tratados para qualquer dano preexistente. O objeto é então catalogado por um curador ou outro especialista com conhecimento da importância e história do objeto. O objeto receberá um local de armazenamento apropriado.
As condições de armazenamento do museu visam proteger o objeto e minimizar qualquer deterioração. Isso geralmente significa manter os objetos em um clima estável, evitando a exposição a pragas, minimizando qualquer manuseio e usando apenas materiais de arquivo que não irão deteriorar ou danificar os objetos. A segurança do objeto também inclui o fornecimento de proteção adequada e planejamento para desastres e outras ameaças, e a garantia de que a equipe do museu seja treinada nos procedimentos de manuseio adequados.

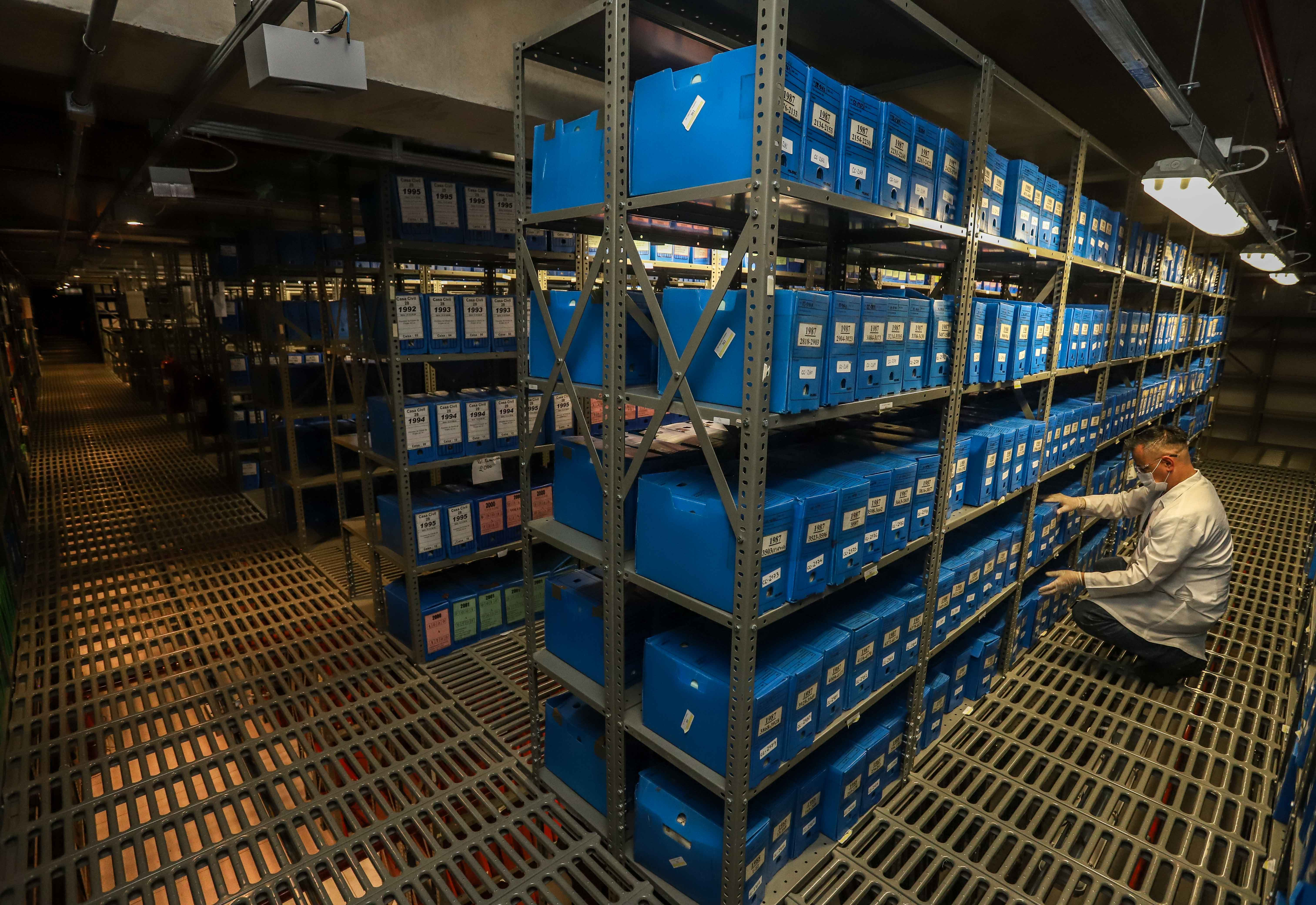
Sede do Arquivo Público do Estado de São Paulo, São Paulo, Brasil

Diferentes tipos de objetos têm diferentes requisitos e muitos museus têm áreas de armazenamento especializadas. Por exemplo, pinturas emolduradas podem ser armazenadas em prateleiras em uma sala, enquanto pinturas não emolduradas são mantidas em gavetas grandes em outra. Alguns objetos têm necessidades extremamente especializadas. Outro exemplo, o material de sítios arqueológicos subaquáticos pode precisar ser mantido úmido, e alguns objetos muito raros e muito deteriorados requerem ambientes livres de oxigênio.
Normalmente, os museus exibem apenas uma parte de suas coleções. Muitas vezes, isso ocorre porque a exposição requer muito mais espaço do que armazenamento e é impraticável que toda a coleção fique exposta. Os museus também podem conter muitos objetos duplicados ou semelhantes e descobrir que alguns espécimes são mais adequados para exibição do que outros. Além disso, certos objetos, principalmente trabalhos em papel e têxteis, são danificados pela luz e devem ser exibidos por curtos períodos de tempo.
As coleções do museu costumam ser compostas por uma variedade de materiais em uma única coleção, incluindo, mas não se limitando a: tela, tintas a óleo e/ou acrílicas, madeira, marfim, papel, osso, couro e têxteis. O maior problema de conservação para coleções de museus são as flutuações de umidade relativa e temperatura. A Umidade Relativa (UR) é uma medida da porcentagem de saturação do ar.
Em cidades de praia, como a do Rio de Janeiro, existe uma preocupação ainda maior com a preservação da temperatura das bibliotecas e museus. O ideal é quem em uma cidade como essa a temperatura oscile entre dezenove a vinte e três graus célsius.

## Desapropriação
O abandono, o processo de descartar, vender ou trocar objetos de uma coleção de museu, não é realizado levianamente na maioria dos museus. Há questões éticas a serem consideradas, já que muitos doadores de objetos normalmente esperam que o museu cuide deles para sempre. O abandono de um objeto em uma coleção pode ser apropriado se um museu tiver mais de um exemplo desse objeto e se o objeto estiver sendo transferido para outro museu. Também pode ser apropriado se um objeto estiver muito deteriorado ou ameaçar outros objetos.
A decisão de abandono inclui duas partes. Estes estão tomando a decisão de abandono e decidindo o método de descarte. Geralmente, a primeira escolha é transferir um objeto para outro uso ou divisão em um museu, como a transferência de um objeto duplicado de uma coleção permanente para uma coleção de ensino. A segunda opção é transferir o objeto para outra instituição, geralmente com instituições locais tendo prioridade. A American Alliance of Museums e outras associações regionais geralmente operam listas ou conselhos para ajudar a facilitar essas transferências. A última opção é a venda no mercado aberto. Em geral, espera-se que as vendas no mercado aberto ocorram em leilão, e não em venda privada, e são normalmente mais comuns em museus de arte devido ao alto valor monetário das coleções de arte.
Um exemplo controverso ocorreu quando o último monte de dodô completo remanescente em uma coleção de museu na Universidade de Oxford foi vendido devido à sua deterioração em 1775. Outro caso foi a venda de uma pintura de JMW Turner na coleção de Royal Holloway, Universidade de Londres para o Museu J. Paul Getty para financiar a manutenção do edifício, apesar do fato de o benfeitor original ter solicitado expressamente que a coleção fosse mantida intacta. Em meio à pandemia de COVID-19 nos Estados Unidos em 2020, os museus foram autorizados vender obras para arcar com despesas.
Muitas diretrizes éticas para o abandono exigem que os fundos gerados pelo descarte dos itens da coleção sejam usados apenas para aumentar ou manter a coleção restante. Por exemplo, o Código de Ética do Conselho Internacional de Museus (ICOM) declara que: "o dinheiro ou a compensação recebida pela liberação e descarte de objetos e espécimes de uma coleção de museu deve ser usado exclusivamente para o benefício da coleção e, geralmente, para aquisições dessa mesma coleção."
No Reino Unido, as diretrizes que regem o abandono e outras questões eticamente difíceis podem ser encontradas no Código de Ética da Associação de Museus. Nos Estados Unidos, as diretrizes sobre esses assuntos são publicadas pela American Alliance of Museums.
O Código de Ética da Aliança Americana de Museus adota a posição de que "em nenhum caso eles [os recursos do cancelamento] serão usados para outra coisa que não a aquisição ou o cuidado direto de coleções."
Outros museus podem ter restrições adicionais sobre o uso de fundos da desapropriação. Por exemplo, em alguns museus, os fundos da cessação de uma obra de arte só podem ser usados para comprar uma obra de estilo ou período semelhante (por exemplo, os fundos da venda de uma gravura americana do século XX não poderiam ser usados para comprar uma pintura italiana do século XVII) e o nome do doador da obra vendida permanece associado à obra de arte adquirida.
Para especialistas no mundo dos museus, vender obras de arte para financiar déficits orçamentários e pagar salários é como "queimar sua casa para aquecer a cozinha".